# Prix Lumières 2023
Die 28. Verleihung der Prix Lumières fand am 16. Januar 2023 statt. Die von der Académie des Lumières vergebenen Filmpreise für die aus ihrer Sicht besten französischen und internationalen Produktionen des Kinojahres 2022 wurden in 13 Kategorien verliehen.

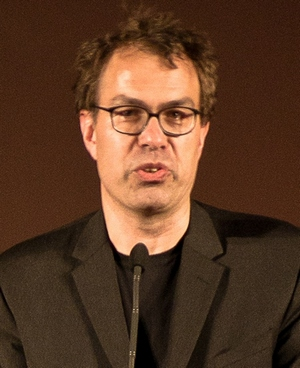
Dominik Moll, Regisseur des ausgezeichneten Films In der Nacht des 12.

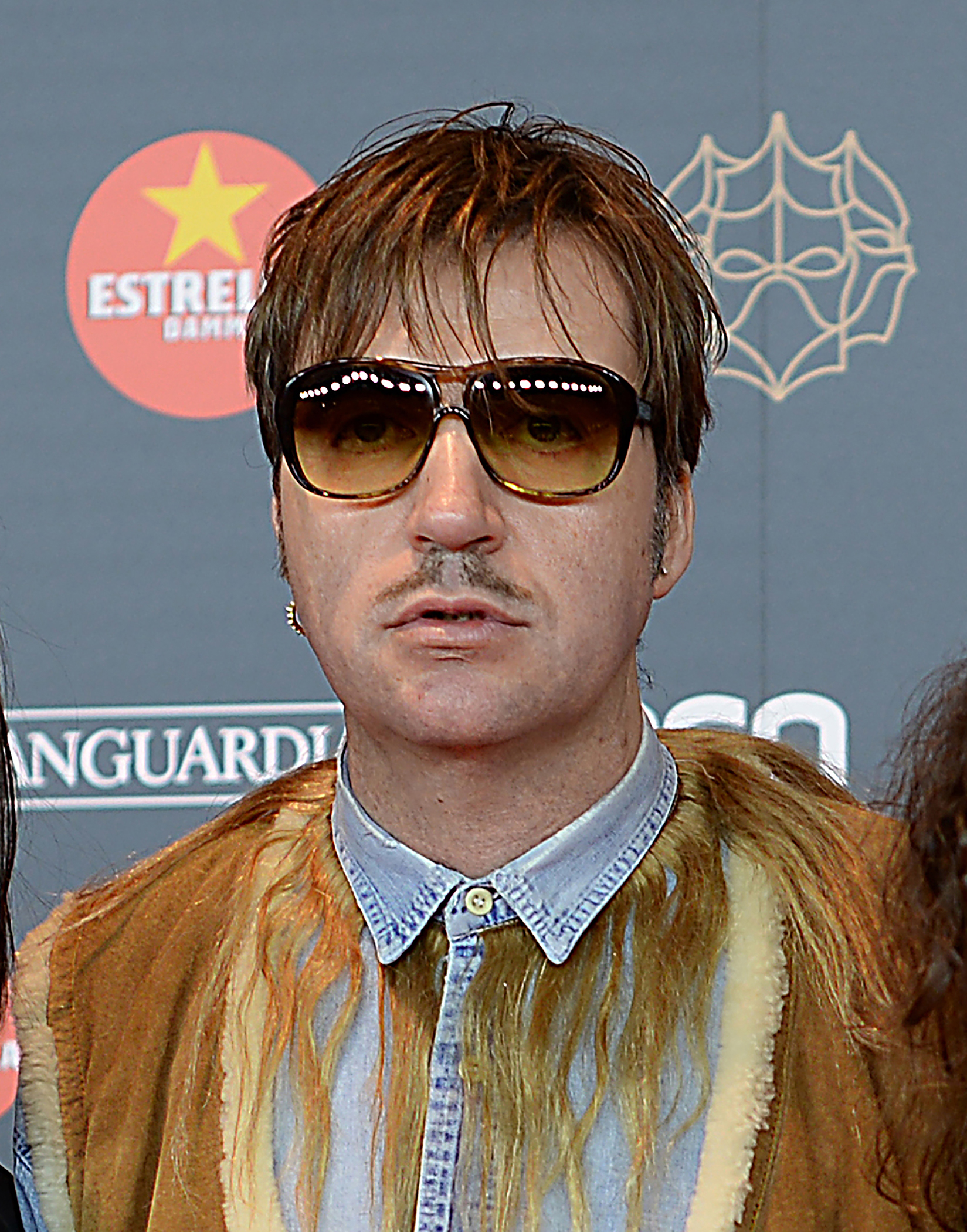
Für die beste Regie geehrt: Albert Serra für Pacifiction

Die Nominierungen waren am 15. Dezember 2022 bekanntgegeben worden. Als Favorit in die Preisverleihung ging Dominik Molls Kriminalfilm In der Nacht des 12., der in sechs Kategorien Berücksichtigung gefunden hatte (Film, Regie, Drehbuch, Darsteller – Bastien Bouillon, Kamera und Filmmusik). Das Werk wurde als bester Film des Jahres und mit dem Drehbuchpreis prämiert. Die meisten Auszeichnungen erhielt Albert Serras Thriller Pacifiction, der drei Prix Lumières erhielt (Beste Regie, Bester Darsteller – Benoît Magimel, Beste Kamera).
Die Preisträger wurden von Vertretern ausländischer Medien gekürt, weshalb die Prix Lumières auch als französisches Pendant zu den Golden Globe Awards gelten. Im Jahr 2023 waren 130 Pressevertreter aus 40 Ländern stimmberechtigt.

## Preisträger und Nominierungen
| Film                                    | N | A |
| --------------------------------------- | - | - |
| In der Nacht des 12.                    | 6 | 2 |
| Pacifiction                             | 5 | 3 |
| Les enfants des autres                  | 4 | 1 |
| Saint Omer                              | 4 | 0 |
| Verkehrte Welt                          | 4 | 0 |
| Vortex                                  | 3 | 0 |
| Wie wilde Tiere                         | 2 | 1 |
| Bruno Reidal – Geständnis eines Mörders | 2 | 1 |
| Forever Young                           | 2 | 1 |
| Der Gymnasiast                          | 2 | 0 |
| Harka                                   | 2 | 0 |
| Julie – Eine Frau gibt nicht auf        | 2 | 0 |
| Wie im echten Leben                     | 2 | 0 |

### Bester Film
In der Nacht des 12. (La nuit du 12) – Regie: Dominik Moll, Produktion: Caroline Benjo, Barbara Letellier und Carole Scotta
- nominiert:
  - Les enfants des autres – Regie: Rebecca Zlotowski, Produktion: Frédéric Jouve
  - Pacifiction (Pacifiction – Tourment sur les îles) – Regie: Albert Serra, Produktion: Pierre-Olivier Bardet, Albert Serra und Montse Triola
  - Revoir Paris – Regie: Alice Winocour, Produktion: Isabelle Madelaine und Emilie Tisné
  - Saint Omer – Regie: Alice Diop, Produktion: Toufik Ayadi und Christophe Barral

### Beste Regie
Albert Serra – Pacifiction (Pacifiction – Tourment sur les îles)
- nominiert:
  - Valeria Bruni-Tedeschi – Forever Young (Les Amandiers)
  - Dominik Moll – In der Nacht des 12. (La nuit du 12)
  - Gaspar Noé – Vortex
  - Rebecca Zlotowski  – Les enfants des autres

### Bestes Drehbuch
Dominik Moll und Gilles Marchand – In der Nacht des 12. (La nuit du 12)
- nominiert:
  - Alice Diop, Marie NDiaye und Amrita David – Saint Omer
  - Louis Garrel und Tanguy Viel – Verkehrte Welt (L'innocent)
  - Christophe Honoré – Der Gymnasiast (Le lycéen)
  - Rebecca Zlotowski  – Les enfants des autres

### Beste Darstellerin
Virginie Efira – Les enfants des autres
- nominiert:
  - Juliette Binoche – Wie im echten Leben (Ouistreham)
  - Laure Calamy – Julie – Eine Frau gibt nicht auf (À plein temps)
  - Françoise Lebrun – Vortex
  - Noémie Merlant – Verkehrte Welt (L'innocent)

### Bester Darsteller
Benoît Magimel – Pacifiction (Pacifiction – Tourment sur les îles)
- nominiert:
  - Bastien Bouillon – In der Nacht des 12. (La nuit du 12)
  - Louis Garrel – Verkehrte Welt (L'innocent)
  - Vincent Macaigne – Tagebuch einer Pariser Affäre (Chronique d’une liaison passagère)
  - Denis Ménochet – Wie wilde Tiere (As bestas)

### Beste Nachwuchsdarstellerin
Nadia Tereszkiewicz – Forever Young (Les Amandiers)
- nominiert:
  - Marion Barbeau – Das Leben ein Tanz (En corps)
  - Hélène Lambert – Wie im echten Leben (Ouistreham)
  - Guslagie Malanda – Saint Omer
  - Rebecca Marder – Une jeune fille qui va bien

### Bester Nachwuchsdarsteller
Dmitri Doré – Bruno Reidal – Geständnis eines Mörders (Bruno Reidal)
- nominiert:
  - Adam Bessa – Harka
  - Stefan Crepon – Peter von Kant
  - Paul Kircher  – Der Gymnasiast (Le lycéen)
  - Aliocha Reinert – Petite nature

### Bestes Erstlingswerk
Le sixième enfant – Regie: Léopold Legrand
- nominiert:
  - Bruno Reidal – Geständnis eines Mörders (Bruno Reidal) – Regie: Vincent Le Port
  - Harka – Regie: Lotfy Nathan
  - Les pires – Regie: Lise Akoka und Romane Gueret
  - Tout le monde aime Jeanne – Regie: Céline Devaux

### Beste internationale Koproduktion
Wie wilde Tiere (As bestas) – Regie: Rodrigo Sorogoyen
- nominiert:
  - Flee – Regie: Jonas Poher Rasmussen
  - Die Kairo Verschwörung (Boy from Heaven / Walad Min Al Janna) – Regie: Tarik Saleh
  - R.M.N. – Regie: Cristian Mungiu
  - Zero Fucks Given – Lebe den Tag, liebe das Leben (Rien à foutre) – Regie: Emmanuel Marre und Julie Lecoustre

### Bester Dokumentarfilm
Wir (Nous) – Regie: Alice Diop
- nominiert:
  - Annie Ernaux – Die Super-8 Jahre (Les années Super-8) – Regie: Annie Ernaux und David Ernaux-Briot
  - La combattante – Regie: Camille Ponsin
  - H6 – Regie: Ye Ye
  - Rückkehr nach Reims (Retour à Reims (Fragments)) – Regie: Jean-Gabriel Périot

### Bester Animationsfilm
Der kleine Nick erzählt vom Glück (Le petit Nicolas: Qu’est-ce qu’on attend pour être heureux?) – Regie: Amandine Fredon und Benjamin Massoubre
- nominiert:
  - Ernest et Célestine: Le voyage en Charabie – Regie: Julien Chheng und Jean-Christophe Roger
  - Le pharaon, le sauvage et la princesse – Regie: Michel Ocelot
  - Les secrets de mon père – Regie: Véra Belmont
  - Les voisins de mes voisins sont mes voisins – Regie: Anne-Laure Daffis und Léo Marchand

### Beste Kamera
Artur Tort – Pacifiction (Pacifiction – Tourment sur les îles)
- nominiert:
  - Sébastien Buchmann – Passagiere der Nacht (Les passagers de la nuit)
  - Benoît Debie – Vortex
  - Patrick Ghiringhelli – In der Nacht des 12. (La nuit du 12)
  - Claire Mathon – Saint Omer

### Beste Filmmusik
Benjamin Biolay – Et j’aime à la fureur
- nominiert:
  - Irène Driesel – Julie – Eine Frau gibt nicht auf (À plein temps)
  - Grégoire Hetzel – Verkehrte Welt (L'innocent)
  - Olivier Marguerit – In der Nacht des 12. (La nuit du 12)
  - Marc Verdaguer – Pacifiction (Pacifiction – Tourment sur les îles)